# Jelenec
Jelenec (bis 1948 slowakisch „Gýmeš“; ungarisch Ghymes oder Gímes) ist eine Gemeinde im Westen der Slowakei, mit 2104 Einwohnern (Stand 31. Dezember 2024). Administrativ gehört sie zum Okres Nitra, der wiederum zum Bezirk Nitriansky kraj gehört.

## Geographie

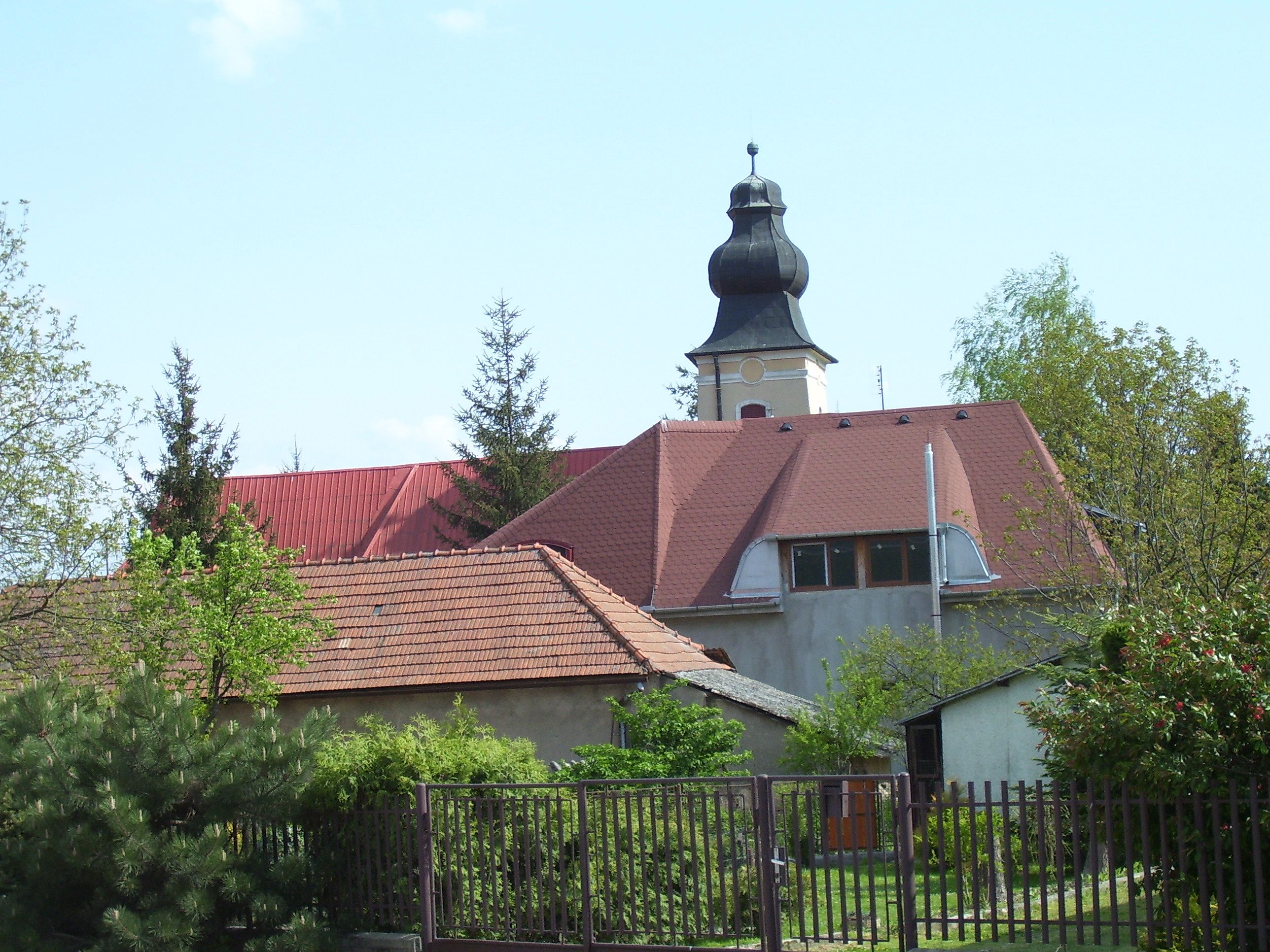
Kirche in Jelenec

Die Gemeinde liegt im Donauhügelland, einem Teil des slowakischen Donautieflands am Bach Jelenský potok, am Fuß des Gebirges Tribeč. Der „Hausberg“ ist der Dúň (514 m n.m.) etwa vier Kilometer nördlich des Ortes, wo sich die Ruine der Burg Gýmeš befindet. Das Gebirge wird auch gerne für Erholungszwecke genutzt. Jelenec ist 14 Kilometer von Nitra und 15 Kilometer von Zlaté Moravce entfernt und liegt abseits der Hauptstraße 65.

## Geschichte

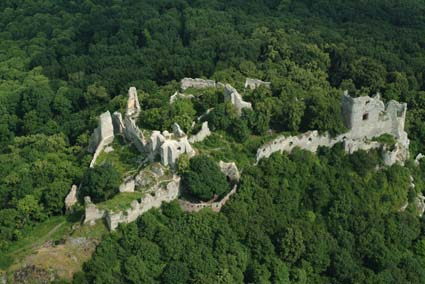
Burgruine oberhalb der Gemeinde

Der Ort wurde zum ersten Mal 1113 in den Zoborer Urkunden als Gimes schriftlich erwähnt. Im 13. Jahrhundert bekam die Familie Hunt-Poznan die Ortschaft vom König Andreas II. 1253 wurde die Burg erstellt und der neu gegründeten Familie Forgách geschenkt, in deren Besitz die Ortschaft mehr oder weniger bis zum Beginn des 20. Jahrhunderts verblieb. 1576 und 1663 wurde der Ort von den Türken in Mitleidenschaft gezogen, ebenso wie von Bethlens aufständischem Heer im Jahr 1618.
Die wahrscheinlichste Theorie der Namensherkunft behauptet, dass der Name im ungarischen Wort gím (‚Hirsch‘) seinen Ursprung habe. Der slowakische Name Gýmeš wurde 1948 in Jelenec verändert, sodass der heutige Ortsname so viel wie „Hirschendorf“ bedeutet.

## Bevölkerung
| Jahr                | 1994 | 2004    | 2014    | 2024    |
| ------------------- | ---- | ------- | ------- | ------- |
| Anzahl der Personen | 1919 | 1984    | 2064    | 2104    |
| Unterschied         |      | +3,38 % | +4,03 % | +1,93 % |

| Jahr                | 2023 | 2024    |
| ------------------- | ---- | ------- |
| Anzahl der Personen | 2116 | 2104    |
| Unterschied         |      | −0,56 % |